# Tatjana Veinberga
Tatjana Veinberga (en russe : Татьяна Эдуардовна Вейнберга), née le 4 septembre 1943 à Riga (Reichskommissariat Ostland) et morte le 3 avril 2008, est une joueuse de volley-ball soviétique puis lettonne.
De 1961 à 1969, elle évolue dans des équipes lettonnes de LVU, Elektrons et Daugava. Elle joue en sélection soviétique de 1967 à 1969. Aux Jeux olympiques d'été de 1968 à Mexico, elle remporte une médaille d'or avec la sélection soviétique, bien qu'elle ne joue aucun match. Elle demeure à ce jour la seule championne olympique lettonne de volley-ball.